# PRSS33
PRSS33 (англ. Protease, serine 33) — білок, який кодується однойменним геном, розташованим у людей на 16-й хромосомі. Довжина поліпептидного ланцюга білка становить 280 амінокислот, а молекулярна маса — 29 787.
| 10         |  | 20         |  | 30         |  | 40         |  | 50         |
| ---------- |  | ---------- |  | ---------- |  | ---------- |  | ---------- |
| MRGVSCLQVL |  | LLLVLGAAGT |  | QGRKSAACGQ |  | PRMSSRIVGG |  | RDGRDGEWPW |
| QASIQHRGAH |  | VCGGSLIAPQ |  | WVLTAAHCFP |  | RRALPAEYRV |  | RLGALRLGST |
| SPRTLSVPVR |  | RVLLPPDYSE |  | DGARGDLALL |  | QLRRPVPLSA |  | RVQPVCLPVP |
| GARPPPGTPC |  | RVTGWGSLRP |  | GVPLPEWRPL |  | QGVRVPLLDS |  | RTCDGLYHVG |
| ADVPQAERIV |  | LPGSLCAGYP |  | QGHKDACQGD |  | SGGPLTCLQS |  | GSWVLVGVVS |
| WGKGCALPNR |  | PGVYTSVATY |  | SPWIQARVSF |  |            |  |            |

A: Аланін

C: Цистеїн

D: Аспарагінова кислота

E: Глутамінова кислота

F: Фенілаланін

G: Гліцин

H: Гістидин

I: Ізолейцин

K: Лізин

L: Лейцин

M: Метіонін

N: Аспарагін

P: Пролін

Q: Глутамін

R: Аргінін

S: Серин

T: Треонін

V: Валін

W: Триптофан

Кодований геном білок за функціями належить до гідролаз, протеаз, серинових протеаз. 
Секретований назовні.